# Публично-частно партньорство
Публично-частното партньорство е начин за осъществяване на дейност в обществен интерес с участието на недържавни субекти. Присъщо е на пазарната (приватизирана) икономика за по-сложни проекти, които изискват дългосрочен и голям финансов ресурс.
Дефиницията, дадена чл. 3. ал. 1 на българския Закон за публично-частното партньорство (ЗПЧП) е: „дългосрочно договорно сътрудничество между един или повече публични партньори, от една страна, и един или повече частни партньори, от друга страна, за извършването на дейност от обществен интерес при постигане на по-добра стойност на вложените публични средства и при разпределение на рисковете между партньорите, което се осъществява при условията и по реда на този закон.“

## Уредба
На ниво законодателство на ЕС ПЧП не е уредено в нормативен акт, въпреки че има препоръки и становища. В България от 1.1.2013 г. действа оспорваният ЗПЧП и Правилник за прилагането му.

## Ограничения
В рамките на ЕС прилагането на правилата за обществените поръчки и концесиите е задължително. ПЧП следователно може да се използва само когато не е възможно възлагането на обществена поръчка (публичният партньор не може да заплати стоката или услугата) или концесия (от потребителите на услугата няма приходи за частния партньор) – чл. 3 ал. 2 ЗПЧП; все пак частният партньор възвръща инвестицията си чрез финансова подкрепа от публичния – чл. 9 ЗПЧП.

## Партньори
Публични партньори са министрите и ръководителите на ведомства, кметовете на общини, както и държавните и общинските публичноправни организации.
За частните партньори – кандидати или участници в процедурата няма принципни ограничения. Частен партньор – страна по договор за ПЧП може да бъде директно само капиталово търговско дружество.

## Процедура
Решенията за ПЧП се вземат от Министерския или общинския съвет. Изборът на частния партньор се извършва по реда на Закона за обществените поръчки, доколкото в ЗПЧП няма специални правила.

## Форми
Според българския закон ПЧП винаги се осъществява под формата на договор с 5- до 35-годишен срок (чл. 12, чл. 40). Едната страна по договора задължително е публичният партньор. Другата страна може да е:
- директно частният партньор, когато той е капиталово търговско дружество.
- проектно дружество – новоучредено капиталово търговско дружество, собственик на чийто капитал е частният партньор. Тази форма може да е заложена в обявлението, давано от публичния партньор, или в офертата, дадена от частния партньор. Няма забрана частният партньор да е капиталово дружество, но ако не е – това е единственият начин да стане страна по договора. Оферта подава частният партньор, а договорът се сключва с проектното дружество.
- публично-частно дружество (ПЧД) – новоучредено капиталово търговско дружество, в което собственици на капитала са публичният и частният партньор. Изборът на тази форма може да стане само с обявлението. Частният партньор може да е или не е капиталово дружество. За формата на новоучреденото капиталово дружество ЗПЧП, от една страна, препраща към Търговския закон, но от друга, изисква управлението да се извършва от частния съдружник (или двамата съдружници), което е характерно за персоналните търговски дружества (т.к. те нямат управителни органи). Оферта подава частният партньор, договорът се сключва с ПЧД, но по него отговаря солидарно и частният партньор.